# Азербайджанский танец

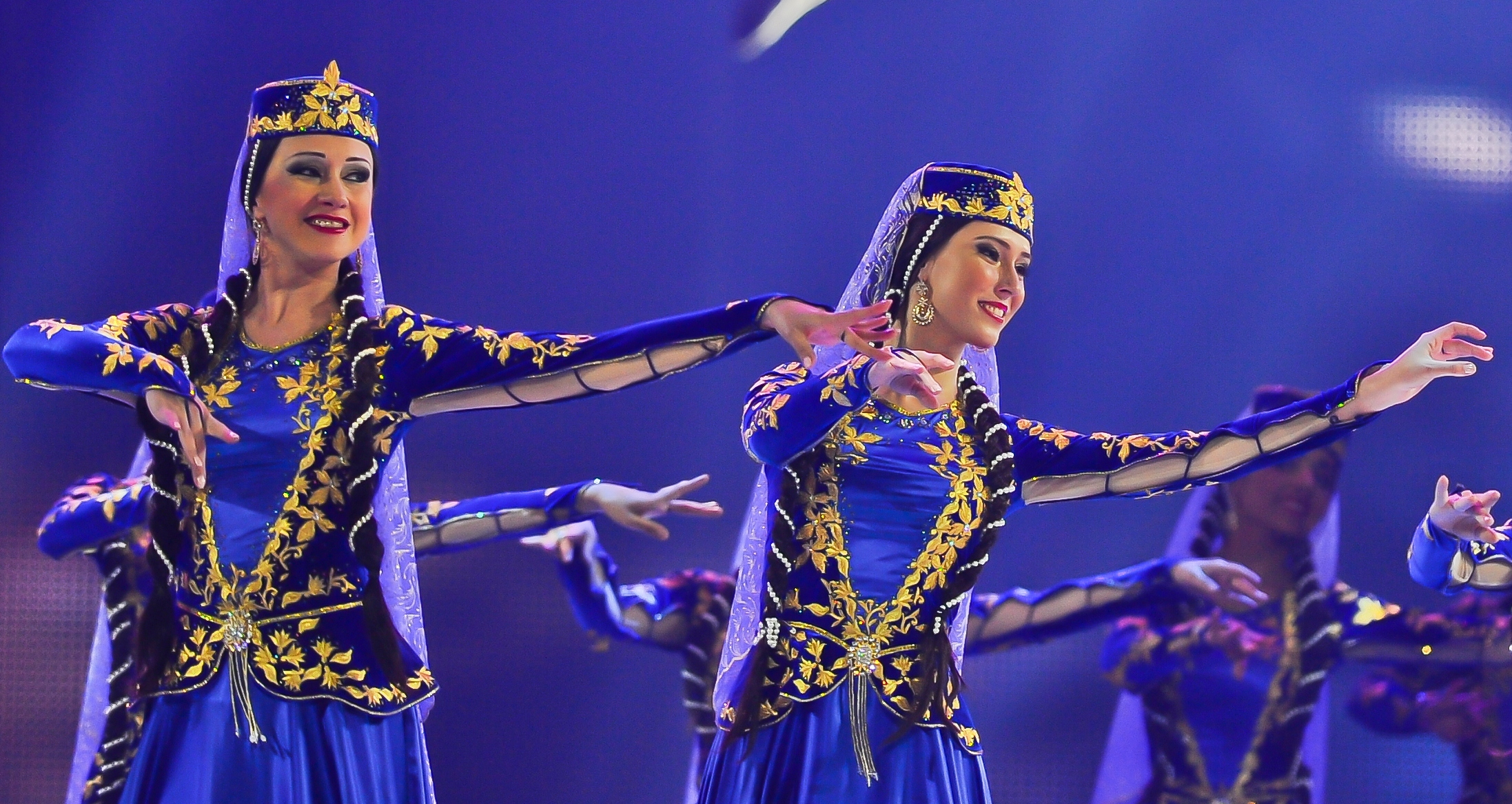
Женский танец

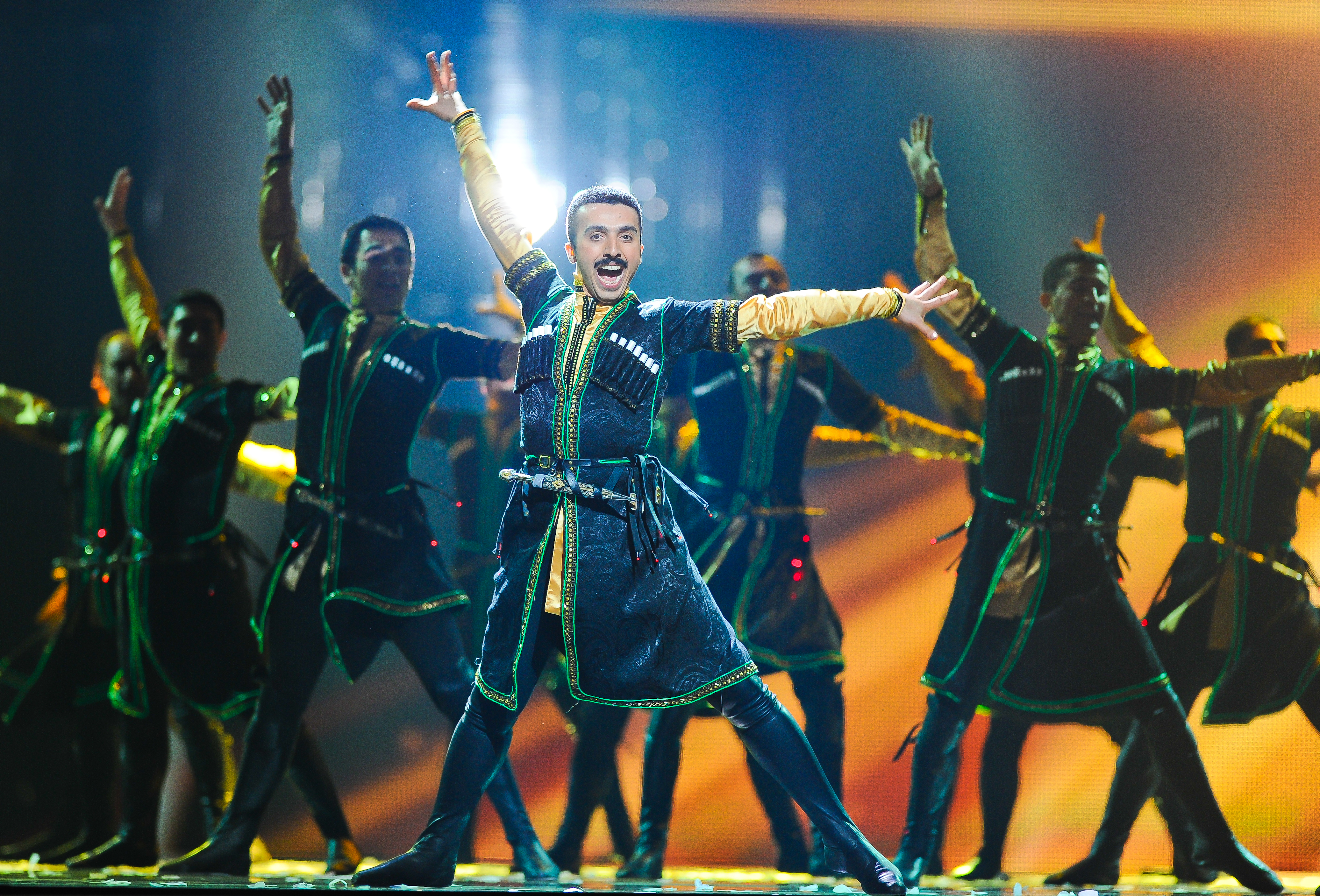
Мужской танец

Азербайджанские народные танцы (азерб. Azərbaycan xalq rəqsləri; آذربایجان خالق رقس‌لری) — танцевальное искусство азербайджанского народа. Музыкальный размер многих азербайджанских танцев — 6/8 и 3/4, распространены также размеры 2/4 и 4/4. Различаются следующие виды танцев: героические, бытовые, трудовые, обрядовые, спортивные, хороводно-игровые.
По характеру и ритму азербайджанские народные танцы делятся на весьма плавные, плавные и оживлённые. Характерный рисунок азербайджанских танцев обусловлен их ритмическим построением. Азербайджанский танец, как правило трёхчастный: первая часть является стремительной и представляет собой ход по кругу, танцор держит корпус строго и горделиво, вторая — лирическое застывание на месте (сюзме) и третья — снова ход по кругу — уверенный, стремительный и торжественный.
Наименования многих танцев, особенно старинных, это названия наиболее любимых животных или растений: «джейрани» — газель, «лалэ» — полевой мак, «беневше» — фиалка, «иннаби» — плод фруктового дерева и др. Почти все азербайджанские танцы — сольные.

## История

### Дореволюционный период
Процесс возникновения и формирования народного танцевального искусства на территории Азербайджана был долгим и многовековым. Такие массовые обрядовые танцы, которые бытовали в народе ещё до недавнего прошлого, как «году-году», «коса-коса», «хыдыр ильяс» и др. также являются старинными. При дворах правителей на территории Азербайджана существовали танцевальные ансамбли, которые славились высоким мастерством танцовщиков.
О танцевальном искусстве азербайджанского народа в XVII в. писал один из членов голштинского посольства Адам Олеарий:
Подле беседки плясала толпа охджи, или стрельцов из лука, которые держали свои луки вверх и, как в балете, довольно искусно под музыку и в такт помахивали этими луками и опять оставляли их в прежнем положении.
В 1684 году немецкий путешественник Энгельберт Кемпфер побывал в селении Бонна (Бина) на полуострове Окира (Апшерон). Местные жители, желая доставить гостю удовольствие, устроили импровизированный праздник, на котором они, как отмечал Кемпфер, «вскоре стали даже петь, а под такт песням завели танцы, приятные для нас столько же в отношении зрения, сколько в отношении слуха, вследствие необычных телодвижений и хлопанья в ладоши».

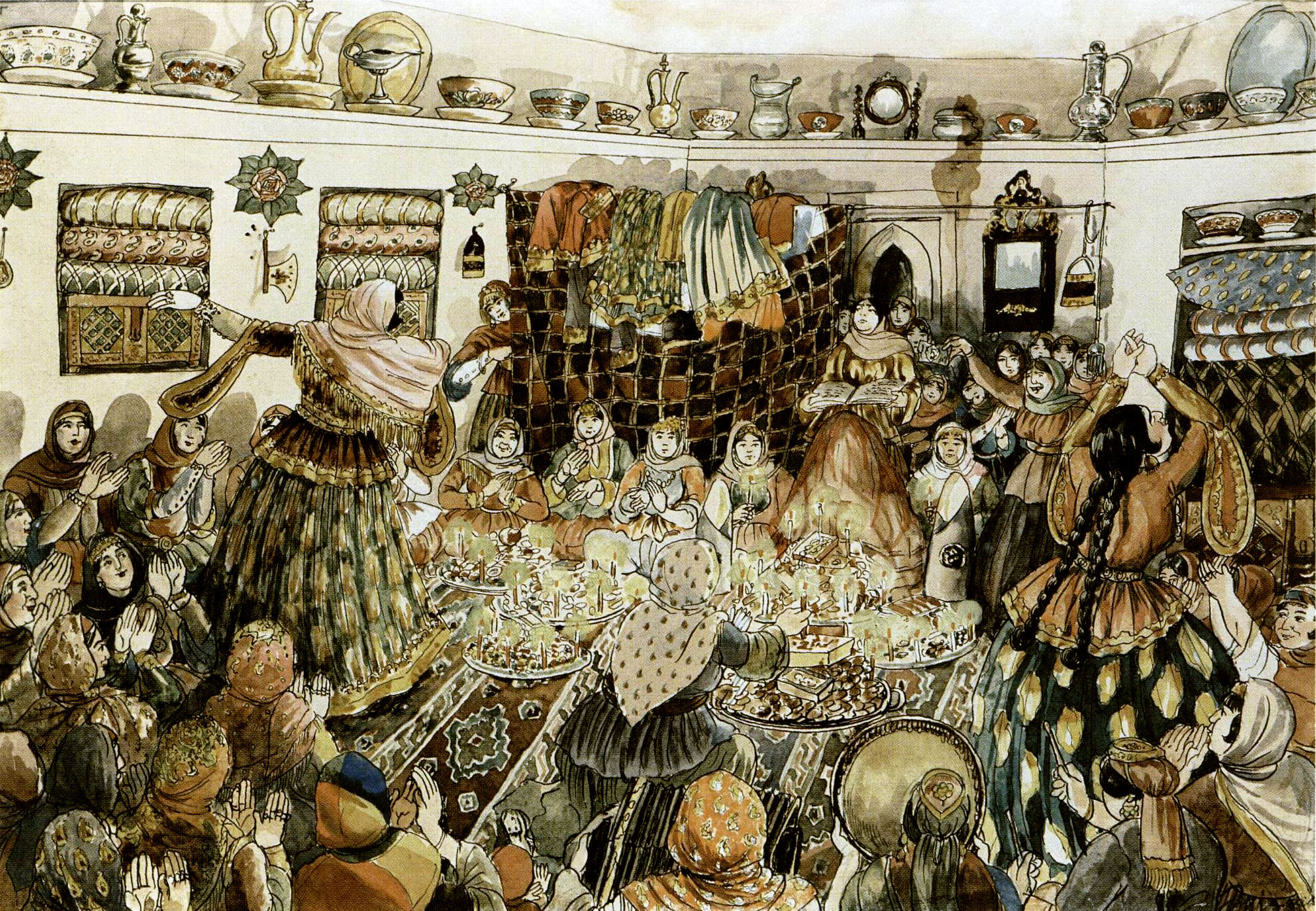
Изображение женских свадебных танцев на картине Азима Азимзаде

В середине XIX века российский этнограф Иван Шопен в своём труде «Исторический памятник состояния Армянской области в эпоху его присоединения к Российской империи» (1852) описывал женские танцы у азербайджанцев следующим образом:
Татарки пляшут обыкновенно попарно, имея в руках кастаньеты, которыми производят удары, то быстрые, то медленные; иногда звуки вовсе умолкают и пляшущие остаются как-будто неподвижны; вдруг, при ускоренном дребезжании кастаньетов, — с судорожным движением всего тела и будто в исступлении, они бросаются вперёд; но один шаг, и они опять обращаются в тихих нимф, которые лёгкими и стройными движениями выражают томление и страстную негу. В это мгновение, самые души их, кажется, изнемогают и вылетают влажными взглядами, исполненными пылкого наслаждения. Пляска эта называется мирзаи.

Другой род пляски, называемый гюванк, вероятно, изобретена олицетворенною ленью, потому что исполняется сидя. При начатии пляски, две пары, поджав ноги под себя, садятся одна против другой, в довольно дальнем расстоянии и под такт музыки придают своему стану разные положения, прищёлкивая пальцами и в руку; вместе с этим все пары, не вставая, подвигаются вперёд и сходятся вместе, так, что колена их дотрагиваются; тут они придают телодвижениям своим более страсти и живости, и, выказывая всю красоту стана, танцующая, то перегибая голову назад, так, чтобы распущенными волосами касаться пола, то забрасывая её вперёд, скрывают свои пламенные взгляды под густым покрывалом волос.
В этом же труде Шопен следующим образом описывает коллективную пляску у азербайджанцев (у Шопена — «татар»):
…несколько мужчин берутся за руки и составляют полукружие; снаачла музыка играет тихо: цепь танцоров раскачивается со стороны на сторону, как-будто желая расшевелить свои сонные чувства, и лица их, покоряясь сильным ударам барабана, принимает вид менее суровый: после непродолжительного вступления музыка несколько ускоряет такт и тогда начинается перестанавливание ног одной за другою, в таком направлении, что вся цепь пляшущих принимает в сторону, переваливаясь вместе с этим всем корпусом, то направо, то налево; это движение ускоряется и, наконец доходит до дикого неистовства, но сильный удар в барабан останавливает беснующихся и пляска начинается снова теми же ленивыми приёмами.
Краткая характеристика танцев азербайджанцев даётся и в статье И. Шопена «О музыке и пляске жителей Армянской области», опубликованной в 1840 году в 3-м номере журнала «Маяк»
Наблюдавший танец «Яллы» в середине XIX века русский исследователь П. Востриков так описывает этот танец:
…юноши иногда устраивают игру известную под названием „яллы". Она состоит в том, что человек 10—12 становятся в ряд, один за другим. Впереди идет выборное лицо с прутиком в руке. Ему должны беспрекословно подчиняться все остальные... и... исполнять все телодвижения, жесты, какие только вздумаются первому, т. е. главному танцору… в противном случае начальник будет бить неисполнивших его приказаний или ошибающихся своим прутиком.

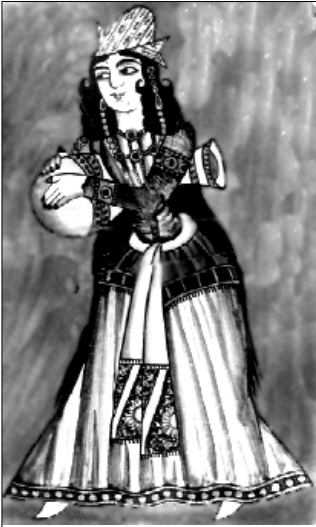
«Танцовщица». Худ. Мирза Кадым Эривани. XIX век

Востриков отмечал, что среди народа в Елизаветпольской губернии эта игра была очень распространена. Автор предполагал, что она перешла к народу с ханских дворов, где устраивались зрелища, чтобы доставить удовольствие хану, а у придворных развить ловкость.
По словам Вострикова, танцы у азербайджанцев (у Востриоква — «адербейджанских татар») бывали двух типов: быстрые и плавные. Первые исполнялись молодыми людьми, а вторые — женщинами. Среди танцев, пользовавшихся в народе большой популярностью, Востриков называет танцы, которые назывались по-азербайджански (у Вострикова — «по-татарски») «узун-дара», «гейраты», «мирзаи», «джейраны», «султани», «кечи-мамаси» и несколько других. Эти танцы, согласно Вострикову, особенно нравились женщинам.
Согласно Вострикову, танцевальное искусство у мужчин состояло главным обраом в быстром движении ног, а у женщин — в умении двигаться плавно и незаметно, «как минутная стрела на часах». Автор отмечал, что женщины-азербайджанки (у автора — «татарки») так плавно и так искусно танцуют, что «непривычный глаз не сразу заметит движение танцовщицы».
Об азербайджанских народных танцах писали также Барбаро, Р. А. Голунов, И. Н. Берёзин, А. Ф. Писемский и др.
Исторически азербайджанский танец складывался из двух вполне самостоятельных форм — народного танца и танца придворного. Народный танец, который создавался в гуще народа, отличался жизнелюбием, искрометным весельем и выразительностью. Придворный же танец носил совсем другой характер. При дворе правителя каждого азербайджанского ханства имелась группа танцовщиц, которая услаждала гостей хана танцами. Придворный танец оказал влияние на искусство полупрофессиональных танцовщиц, которых часто приглашали на свадьбы как в богатые, так и в бедные семьи, благодаря чему данное искусство оказало влияние и на народную хореографию.
Большинство азербайджанских танцевальных мелодий не сохранилось до наших дней. О таких же, как «гызлар булагы» (девичий родник), «зогалы» (кизиловый), «кемуру» (угольный), остались лишь воспоминания как о бытовавших некогда танцах.

### Развитие в советское время

Танец с дефом в исполнении Амины Дильбази

После установления в республике Советской власти в 1920 году народный танец обогатился новым содержанием, который отражал духовный мир, идеологию, трудовую деятельность нового человека. Появились такие танцы, как «танец хлопкоробов», «урожайный танец», «танец рыбаков», «космический танец» и др. Наряду со стремлением сохранить такие старинные женские танцы, как «мирзаи», «узундара», создавались и новые. Так, например, на музыку песен «Басти» Г. Гусейнли и «Сурайя» С. Рустамова были поставлены танцы девушек. Молодёжные танцы (совместно юноши и девушки) также приобрели популярность.
Первый профессиональный танцевальный коллектив в Азербайджане был создан в 1938 году на базе самодеятельности. Этот ансамбль выступал с разнообразным репертуаром, состоящим из старинных и современных народных танцев. Деятельность этого ансамбля была связана с пропагандой танцевального искусства как в самой республике, в СССР, так и за рубежом. Среди ведущих тогда исполнителей можно назвать народную артистку Азербайджанской ССР Амину Дильбази, народных артистов республики Алибаба Абдуллаева и Беюкага Мамедова, заслуженных артисток республики Розу Джалилову, Туту Гамидову, Алию Рамазанову и др.
В 1959 году в Азербайджане создаётся девичий самодеятельный танцевальный ансамбль «Чинар» (азерб. Çinar — Платан) под руководством Амины Дильбази. Вскоре этот коллектив стал профессиональным народным ансамблем.

### Развитие танца сегодня
Ведущим хореографическим коллективом Азербайджана в наши дни является Азербайджанский государственный ансамбль танца, который благодаря активной гастрольной деятельности пропагандирует азербайджанское национальное искусство танца за рубежом. Ансамбль выступал в таких странах, как США, Япония, Италия, Франция, Китай, Германия, Португалия, Испания, Норвегия, Израиль, Турция, Индия, Непал, Австрии, Ирак, Вьетнам, Марокко, Мексика, Бразилия, Бельгия, Куба и в бывших республиках СССР. Художественным руководителем ансамбля является народная артистка Азербайджана Афаг Меликова. Постоянными представителями ансамбля являются народная артистка Азербайджана Тарана Мурадова, заслуженные артисты Азербайджана Этери Джафарова, Нигяр Рзаева, Эмин Алиев, Ядулла Гашими, Хошбяхт Мамедов. Солисты Азербайджанского государственного ансамбля танца исполняли такие народные танцы, как «Вагзалы», «Узундара», «Гяшянги», «Сары гялин», «Яллы», «Карабах», «Молодость», «Нежность» и др.
В репертуар коллектива Азербайджанского государственного ансамбля песни и танца имени Фикрета Амирова также входят народные танцы, такие как «Мирзаи», «Иннаби», «Газахы», «Шеки», «Яллы», «Узендара» и другие. Руководившие ансамблем в различные периоды люди посещали Шемаху, Газах, Шушу, Шеки и другие регионы Азербайджана, где собирали богатый материал и значительно пополнили репертуар коллектива в плане народных танцев.
Коллективом Нахичеванского ансамбля песни и танца Нахичеванской государственной филармонии с использованием письменных источников и воспоминаний старшего поколения были восстановлены и включены в репертуар ансамбля такие старинные и забытые танцы, как «Сары Гялин», «Гавалла», «Три цветка», «Терекеме».

## Записи и публикации
Нотные записи и публикации азербайджанских народных танцев стали возможными после создания в 1930-х годах Совета по научным исследованиям музыки при Азербайджанской государственной консерватории. Здесь собирались и записывались на ноты образцы народной музыки и танцевальных мелодий. Этот исследовательский кабинет возглавил известный певец Бюль-Бюль, хорошо знающий тонкости народной музыки. Нужно отметить его исключительные заслуги за помощь в сборе и публикации фольклора.
Первое издание сборника «Азербайджанские танцевальные мелодии», который был подготовлен Саидом Рустамовым, выходит к 1937 году. Сборник включил в себя 30 самых популярных танцев, среди которых были «Узун дяря», «Таракямя», «Лалэ», «Иннабы», «Кыт-кылыда», «Дарчыны», «Кечи мямяси», «Тураджы», «Вокзалы», «Шалахо», «Джейраны» и др. Советский этномузыковед Виктор Беляев в предисловии к сборнику писал, что мелодии танцев из сборника представляет собой образцы азербайджанского национального музыкального творчества в области танцевальной мелодии.

Нотные записи из сборника «Азербайджанские танцевальные мелодии» 1937 года
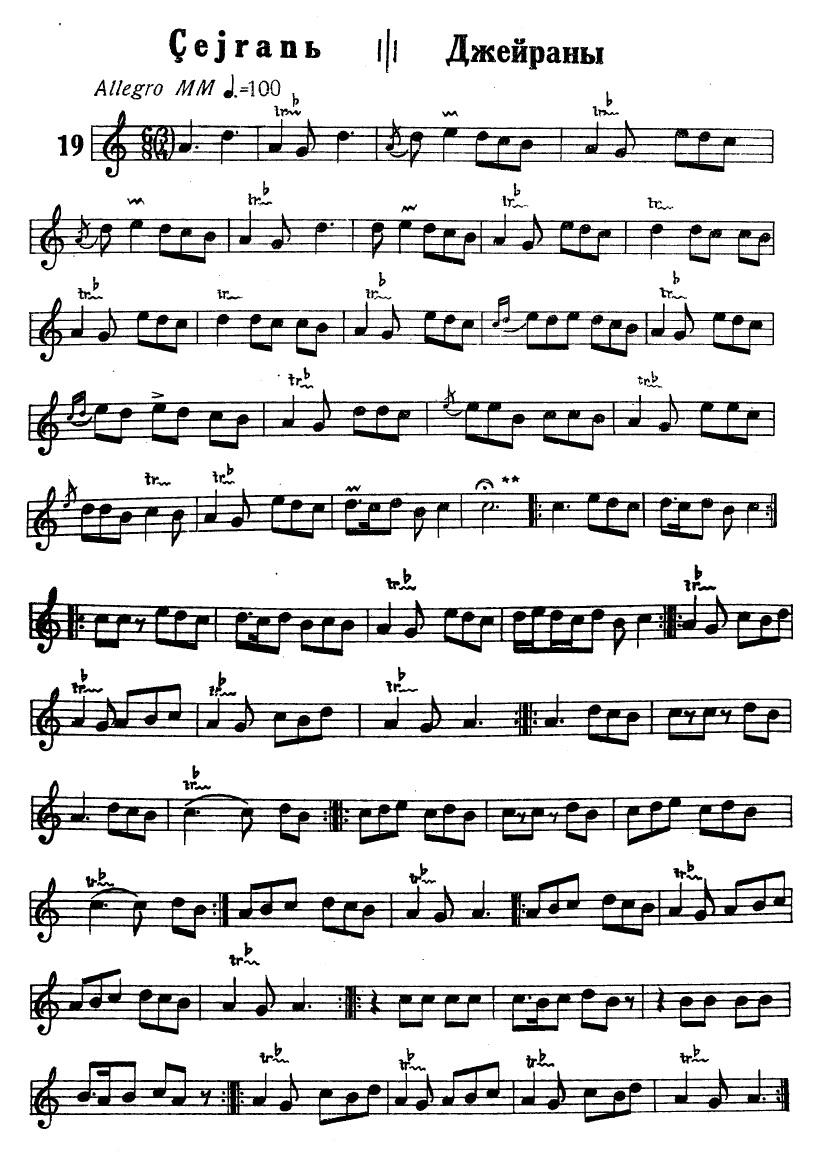
«Джейрани»
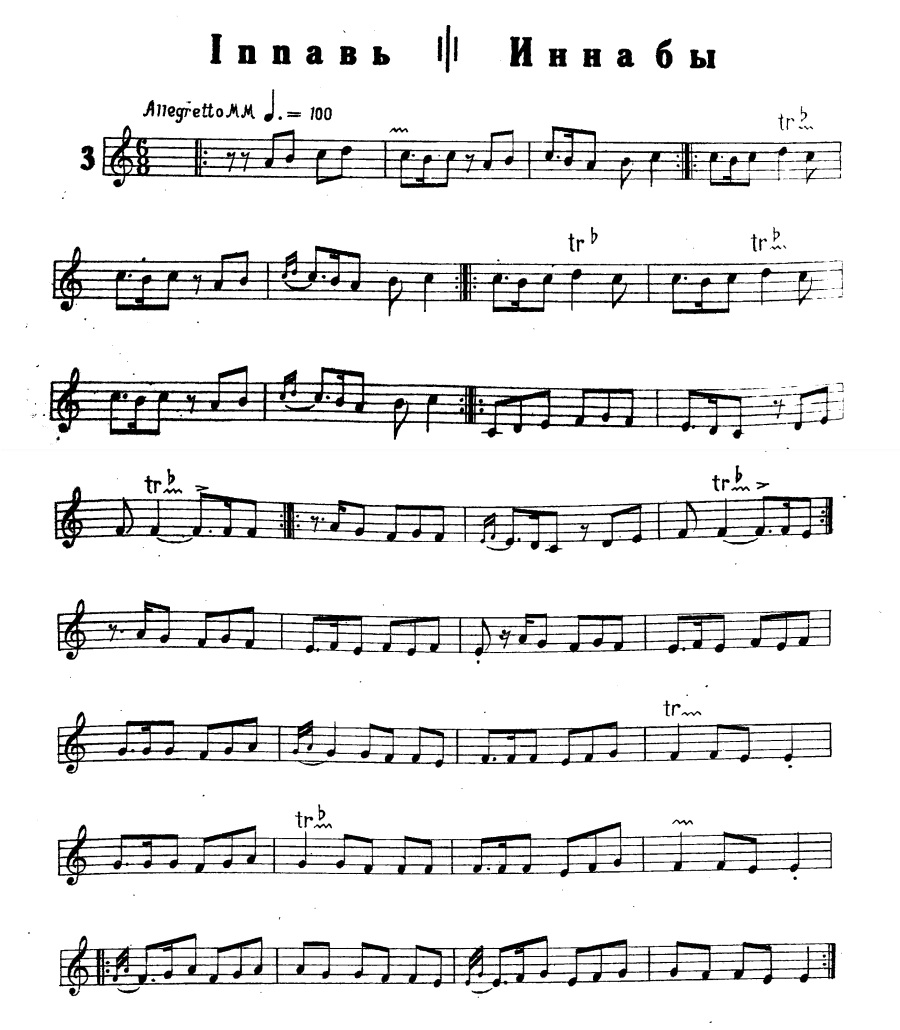
«Иннаби»
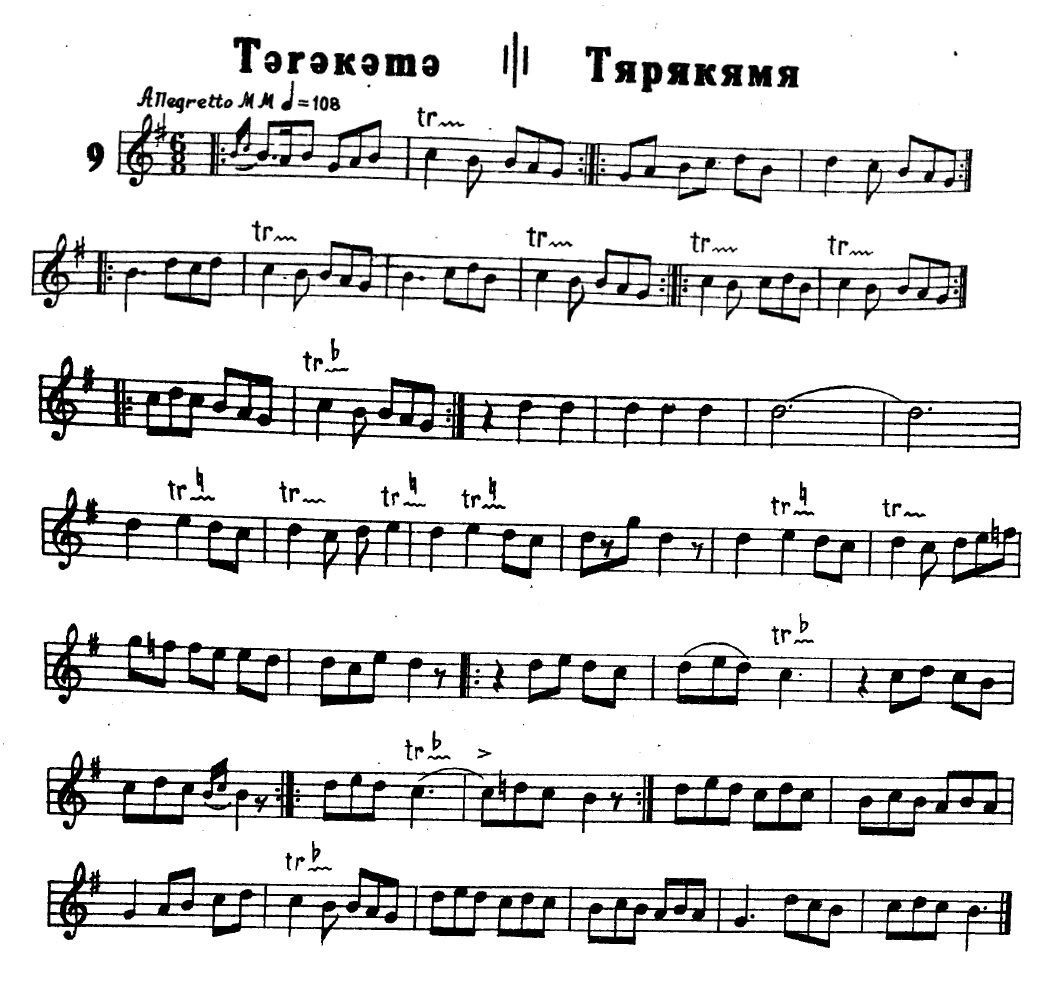
«Терекеме»
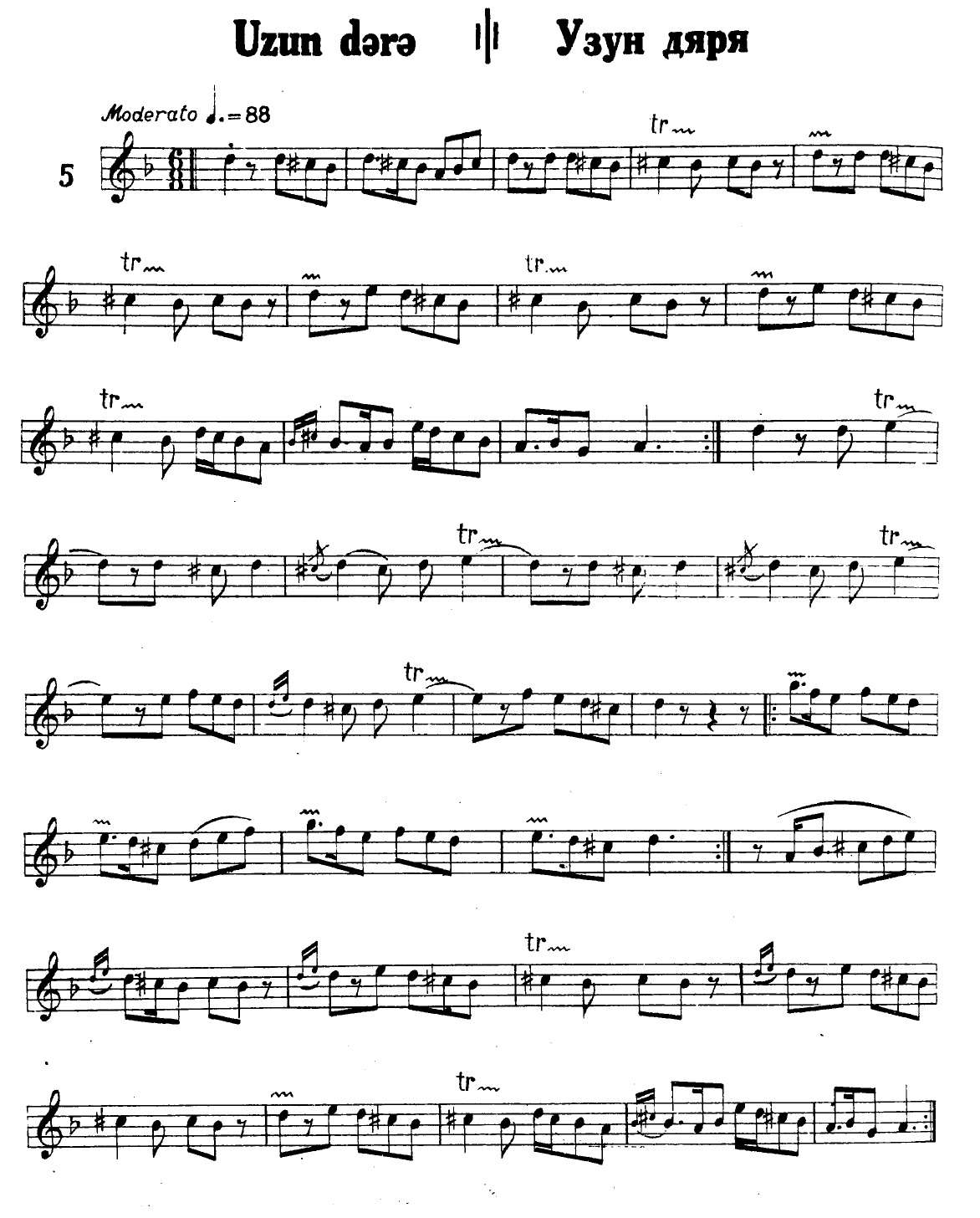
«Узундара»

В 1951 году Тофик Кулиев, Закир Багиров и Маммед Салех выпустили сборник под названием «Азербайджанские народные танцы». Этот сборник также включал в себя старинные народные танцы. Редакция сборника и написание к нему предисловия было сделано композитором Саидом Рустамовым.
В 1954 году Рауф Гаджиев вместе с зурначи Али Керимовым написали ноты на фортепиано для таких танцев как «Sünbülü» и «Yarış». Эти танцы были созданы для пьес и представлений.
В 1965 году музыковед Байрам Гусейнли опубликовал сборник «Азербайджанские народные танцевальные мелодии».
В 2002 году искусствовед Рауф Бахманли опубликовал нотные записи 150 образцов азербайджанских народных танцев, которые с 1983 года собирались в различных регионах республики.

## Разновидности

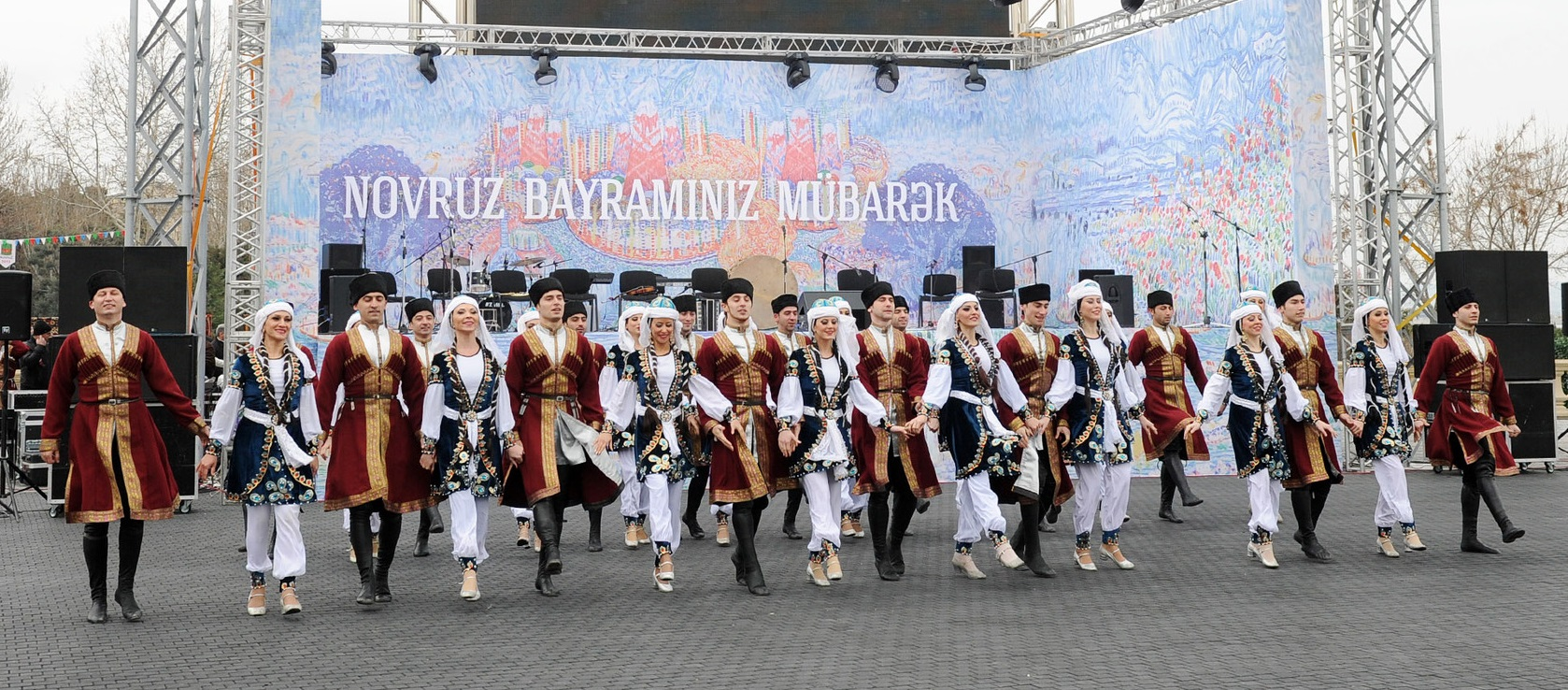
Исполнение танца «яллы» во время фестиваля Новруз в Баку

По тематическому содержанию азербайджанские народные танцы разнообразны и делятся на трудовые («чобаны» — «пастушеские»), обрядовые (ритуальные, календарные, свадебные), бытовые («мирзаи», «тураджи»), героические — военные («дженги» — «боевой»), спортивные («зорхана»), хороводно-игровые («яллы», «халай») и другие.
Среди особенно популярных танцев можно назвать: «терекеме» (танец кочевников), «гытгылыда» (хороводный женский), «иннаби», который исполняется на свадьбах, девичьих вечеринках молодыми женщинами и девушками, «джейран-балла», «яллы» и др.
Широкой популярностью среди коллективных танцев пользуется очень старинный танец «Яллы», отличающийся выразительностью, богатством, эмоциональностью и разнообразием содержания. Различными видами танца «Яллы» являются такие танцы, как «Газы-газы», «Гопу», «Дорд аягы», «Доне яллы», «Нахичеван яллысы», «Сиягуту», «Урфаны», «Уч аяг яллы», «Чоп-чопу», «Чынг-чынг», «Шарур», «Эл хавасы», «Кочари», «Телло», «Галадангалая», «Тэнзэрэ».

## Музыкальные особенности
Азербайджанцы во время исполнения национальных танцев используют в своей танцевальной музыке развитую формулу трёхдольного ритма, обладая весьма развитой формой своей танцевальной музыки, которая не довольствуется многократным повторением какой-либо одной короткой мелодической формы. Танцевальные мелодии азербайджанцев отличаются по большей части довольно сложным строением формы, которая состоит из целого ряда мелодических элементов, соединённых в одно сложное стройное целое. По словам советского этномузыковеда Виктора Беляева, подобная практика композиции мелодий свидетельствует о высокой степени развития азербайджанской национальной танцевальнйо музыки.
Как и в отношении формы, азербайджанские танцевальные мелодии развиты и в ладовом отношении. Эти мелодии сочинены в весьма сложных по строению мелодических ладах. Здесь присутствуют лады, обладающие общими чертами не только с европейским мажором и минором, но и лады, имеющие гораздо более сложное строение.
Азербайджанские танцевальные мелодии в своём развитии используют также выразительные возможности, переходы из регистра в регистр внутри мелодического ряда, употребление широких диапозонов и др. В связи с этим Беляева причисляет их к весьма развитому виду музыкального творчества.
Музыкальный размер многих азербайджанских танцев бывает или 6/8 или же 3/4. В основном это размер 6/8. Распространенными размерами в азербайджанской танцевальной музыке являются также размеры в 2/4 и 4/4, которые образуют основу хороводных танцевальных мелодий типа яллы, джанги и др.. Исполнение танцев сопровождает или трио зурначей (две зурны и одна нагара) или трио сазандарей (тар, кеманча и даф) и др. В зависимости от настроения исполнителя танца происходит или ускорение, или же замедление основного движения мелодий, смена динамических оттенков и пр. Помимо этого сама азербайджанская танцевальная мелодия отличается гибкостью и ритмической свободой и благодаря тому, что при основном движении аккомпанирующих ударных инструментов в 6/8 мелодии часто получают ритмическое движение в такте в 3/4, между исполняемой мелодическими инструментами мелодией и исполняемым на ударных инструментах её аккомпанементом создаётся род ритмического контрапункта.

## Исполнение

Азербайджанский парный танец

Азербайджанский народный танец, как правило, трёхчастный. Первая часть танца стремительная и представляет собой ход по кругу. Вторая — лирическая, то есть танцовщик как бы застывает на одном месте («сюзма»), корпус танцора в это время строго и горделиво подтянут. Третья представляет собой опять ход по кругу, она — стремительная и торжественная, с большим эмоциональным порывом. Танцы обычно исполняются под аккомпанемент народных инструментов: трио зурначей (две зурны и одна нагара), трио сазандари (тар, кяманча, деф) и др. Женский и мужской танцы резко отличаются друг от друга.
Танцевальная музыка представлена женскими танцами — медленно лирическими («Тураджи», «Узундара» и др.) или радостно-оживлёнными («Терэкэмэ» и др.), мужскими — торжественно-величавыми («Мирзаи» — танец мудрости, исполняется стариками, и др.), зажигательно-вихревыми («Гайтагы», «Аскерани» и др.). Широко распространены коллективные танцы — яллы (праздничная хороводная пляска, исполняемая на открытом воздухе), джанги (воинственный мужской танец). Характерный тактовый размер танцевальной мелодии (6/8) отличается как разнообразием, так и остротой ритмических фигур (часты пунктирные ритмы, синкопы).
Большой популярностью пользуются старинные сольные танцы «терекеме», «иннабы», «джейрани», «мирзаи», «узундара», «джанги», «зорхана» и др.

### Женские танцы

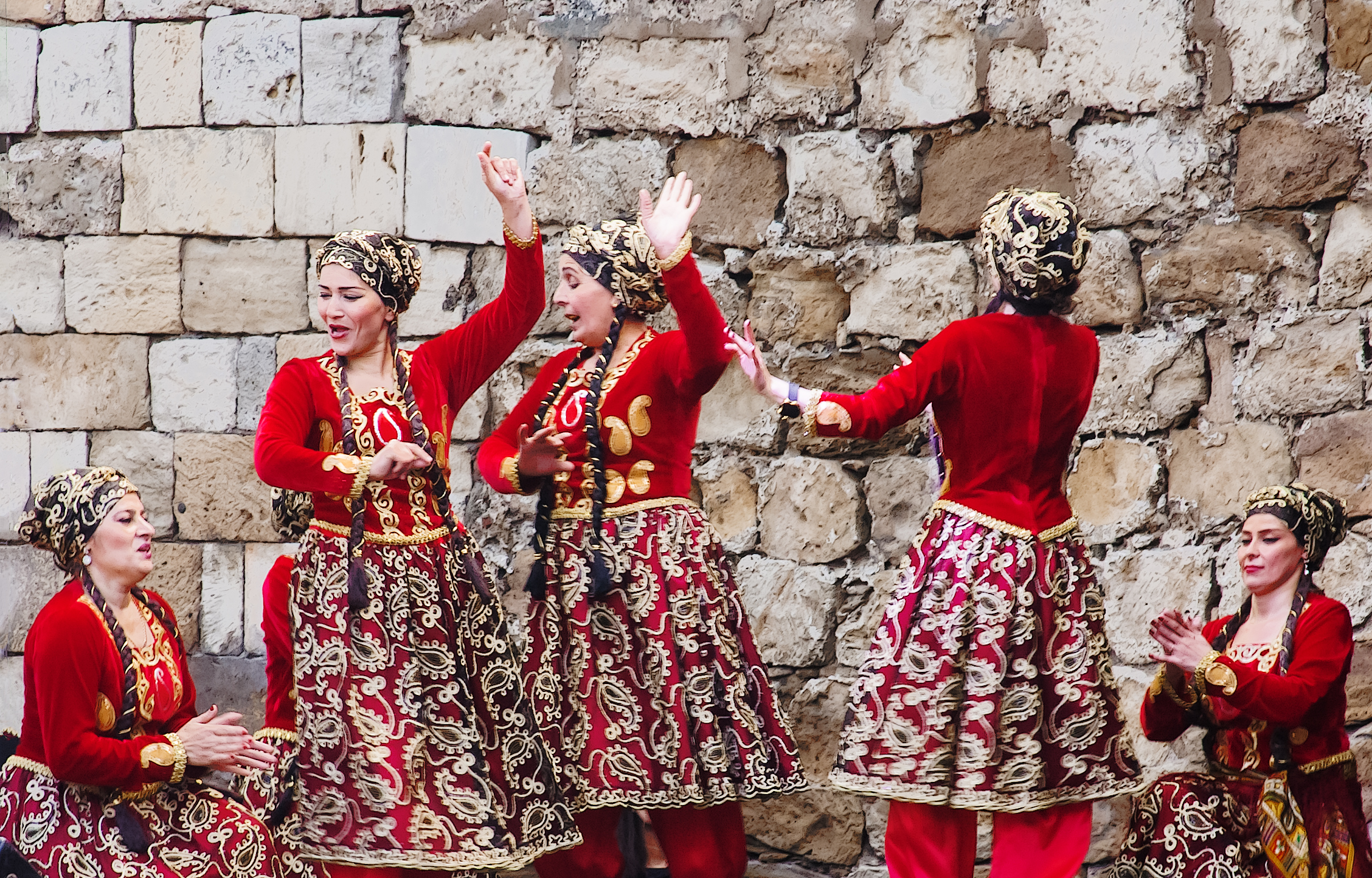
Народный женский танец, исполняемый на празднике Новруз в Баку

Для женского танца наиболее характерен 3-дольный размер. Развитие женского танца обусловлено прежде всего костюмом. Плавность движения ног определяла длинная юбка танцовщицы. Так, в старину азербайджанские женщины носили очень длинные юбки, в связи с чем всё её внимание было сосредоточено на разработанной технике рук и верхней части корпуса (плечи, голова, мимика лица и др.). Благодаря этому в азербайджанских женских танцах положение рук было развито в достаточно совершенной степени и достигло высокой степени развития. Танец азербайджанских женщин напоминает кокетливое движение птиц.
Хороводный женский танец «Гытгылыда» содержит много юмора и метких комических характеристик. Особенностью этого танца является его творческий характер и импровизации исполнительниц, которые, выходя на середину круга, изображают то ворчливую свекровь, то застенчивую девушку-невесту. Помимо комического группового танца «Гытгылыда» в качестве примера песнеплясок, исполняемых без сопровождения инструментальной группы, можно привести хороводные танцы «галюм эй», «хагышда» и т.д. Это объясняется тем, что в дореволюционные годы азербайджанские свадьбы проводились раздельно: мужчины и женщины веселились на своих «половинах». На женскую половину мужчины не допускались и здесь чаще всего танцевали только под пение и хлопки, что, по словам искусствоведа Кямала Гасанова, вовсе не обедняло богатую мелодичность азербайджанских женских танцев.
«Терекеме» является танцем кочевников и в разных районах исполняется в разных вариантах, очень темпераменто, с местными особенностями. «Иннаби» представляет собой девичий очень изящный танец. В этом танце исполнительница показывает игривое кокетство и прелесть девичества. Старинным грациозным танцем является танец «Джейрани», которая передаёт лёгкость и изящество газели. Его танцую как женщины, так и мужчины. Чаще всего на свадьбах, как женщинами, так и мужчинами танцуется очень торжественный танец «Мирзаи». Зародившийся же в Нагорном Карабахе танец «Узундара» был исключительного свадебным танцем.

### Мужские танцы
Именно техника ног определяет мужской танец. Так, танцовщик с лёгкостью встаёт на пальцы (как это делается в танце «казахи»), стремительно опускается на колено и т. д. Для мужского танца, в отличие от женского характерен 2-дольный размер. В отличие от женских танцев, в азербайджанских мужских танцах техника движения ног играла большую роль. Техника ног в мужском танце была настолько развита, что исполнители-мастера могли с лёгкостью вставать на большие пальцы ног. В этом плане характерным является танец «Газахы».
Исключительно мужскими танцами были вониственные танцы «Джанги» и «Зорхана». «Джанги» часто испонялся со щитами, тогда как «Зорхана» — с булавами. В советские годы все эти танцы вошли в репертуар танцевальных ансамблей и стали пользоваться любовью у народов Советского Союза.

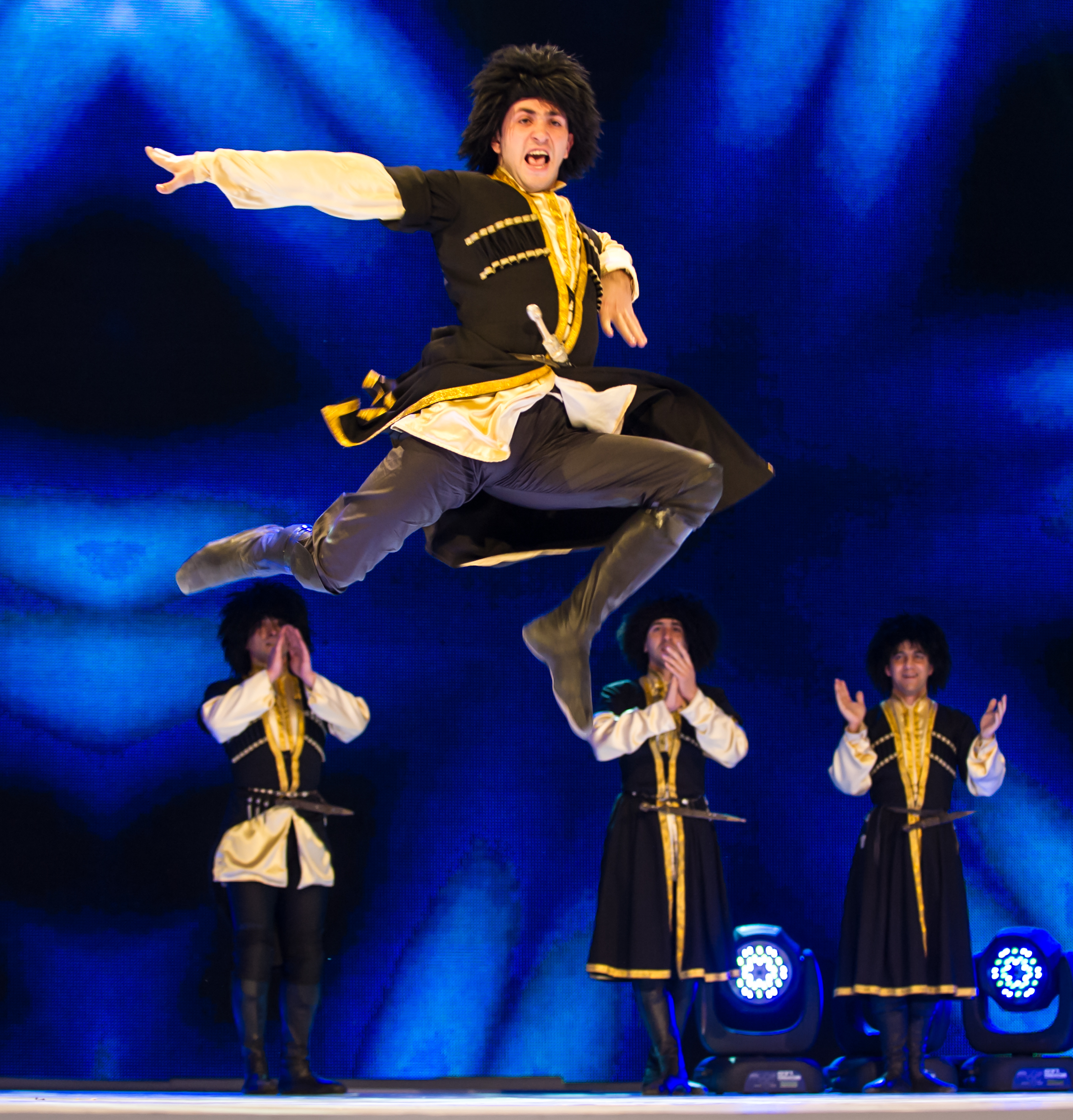
Мужской танец Гайтагы
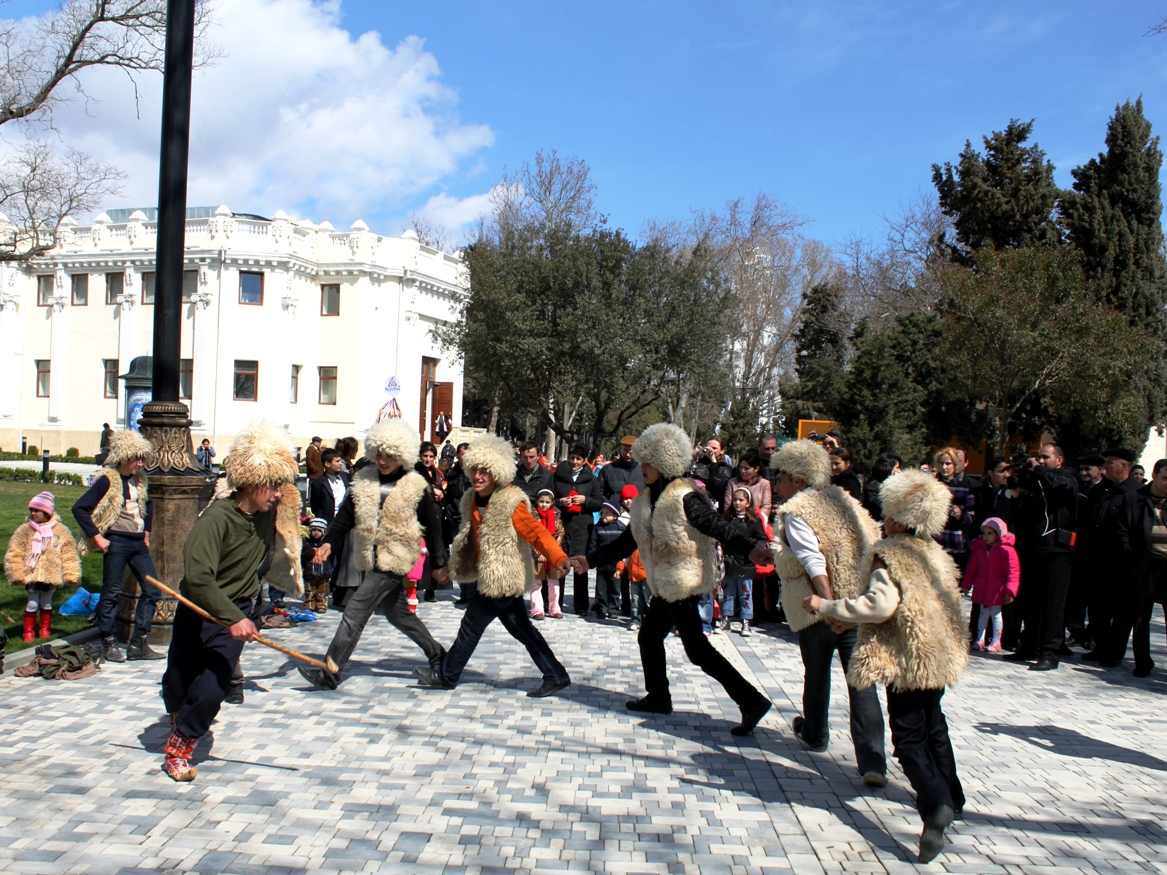
Ханчобаны — танец пастухов

## В творчестве азербайджанских композиторов
Азербайджанские композиторы широко использовали азербайджанские народные танцы в своих произведениях.
К примеру, мелодия танца «Узундара» была использована Узеиром Гаджибековым в песне «Как бы стар я ни был» из музыкальной комедии «Не та, так эта». Также в четвёртом действии этой комедии главный герой комедии Мешади Ибад танцует «Мирзаи» на собственной свадьбе 1910 года. В дуэте же Мешади Ибада и Рустам-бека в шуточную песню-диалог превращена мелодия лирического танца «Дарчыны».
На почти неизменной мелодии танца «Тураджи» построен хор девушек с Наргиз из первого действия оперы «Наргиз» Муслима Магомаева, написанной в 1935 году. Композитор даже несколько расширил этот народный танец. Также в советские годы Магомаев на основе подлинной народной мелодии танца написал симфоническую пьесу «Тураджи». В первом действии оперы «Наргиз» звучит также мелодия танца «Иннаби».

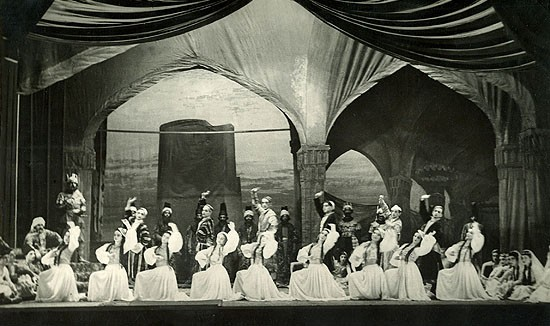
Сцена из первого азербайджанского балета «Девичья башня» Афрасияба Бадалбейли 1940 года, в котором были использованы мелодии танцев «Шалахо» и «Терекеме»

В балете «Девичья башня» (1940) Афрасияба Бадалбейли присутствует мелодия танца «Шалахо».
Мелодия танца «Терекеме» использована Узеиром Гаджибековым в оперетте «Аршин мал алан» 1913 года и Афрасиябом Бадалбейли в балете «Девичья башня».
В стиле народного танца «Гайтагы» написан «Танец мужчин» из балета Солтана Гаджибекова «Гюльшен» (1950). Тофик Кулиев обработал танец «Гайтагы» для фортепиано (опубликована в 1960 году). Афрасияб Бадалбейли же создал произведение «Гайтагы» для симфонического оркестра, основанную на характере, ритме и темпе соответствующего ему народного танца.
В операх «Кёроглы» Узеира Гаджибейли (музыка хора, в которой претворяются стилевые черты танца) и «Наргиз» Муслима Магомаева (в первом действии), а также в балете «Гюльшен» Солтана Гаджибекова (хоровод «Яллы» из последнего акта) использовался танец ««Яллы»». «Яллы» широко использовал в своём творчестве Кара Караев. По словам музыковедов Эльмиры Абасовой и Кубада Касимова, в балете композитора «Семь красавиц» яллы приобретает многогранные образные трансформации, в народных сценах звучит мужественно-героически, в «танце-игре Айши и Мензера» — шутливо, в исполнении Визиря — гротесково. Рауфом Гаджиевым была сочинена балетная миниатюра «Яллы». Композитор Эльмира Назирова в одной из своих музыкальных пьес использовала интонации хороводных песен-танцев типа яллы.

## Культурные контакты с другими народами
Благодаря тому, что дагестанские лезгины, рутульцы, цахуры издавна поддерживали тесные культурные и экономические связи с северными районами Азербайджана, азербайджанские танцы танцевали также на свадьбах в южном Дагестане. Советский этнограф Сакинат Гаджиева причисляет к таким танцам «Беневше», «Терекеме» , «Узундара», «Мирзаи», «Агыр гьава» и др.  К примеру, в рутульском селе Хнов в Ахтынском районе на свадьбах часто исполнялись азербайджанские танцы. Советский этнограф Галина Сергеева называла среди таких танцев танцы «Терекеме», «Сарыбаш», «Узундара» и др..
Советский кавказовед Наталия Волкова отмечает, что многие танцы живущих в Азербайджане удин также имеют азербайджанское происхождение. В качестве примера Волкова приводит танцы «Узундара» и «Шалахо». В сборнике «Азербайджанские народные танцы» высказано предположение, что танец «Узундара» распространился и среди карабахских армян в результате их проживания в тесном соседстве с азербайджанцами. В свою очередь азербайджанский исследователь К. Гасанов отметил, что «армяне также претендуют на авторство этого танца».
Азербайджанские музыкальные элементы встречаются и в иранской музыке, особенно в танцевальных ритмах (рэнгах). С другой стороны, согласно Большой советской энциклопедии, танец «Мирзаи» имеет иранское происхождение.
Азербайджанские танцы исполнялись и живущими в Закавказье курдами. Схожие по характеру с яллы танцы живущих по соседству армян и курдов оказали влияние на некоторые виды азербайджанского танца «Яллы» (особенно курдские танцы).

## Культурное наследие ЮНЕСКО
28 ноября 2018 года Яллы (кочари, тензэрэ), как коллективные традиционные танцы Нахичеванской Автономной Республики Азербайджана были включены от Азербайджана в список нематериального культурного наследия ЮНЕСКО, нуждающегося в срочной охране. Решение о включении этих танцев в список было принято в ходе утренней сессии Межправительственным комитетом по охране нематериального культурного наследия, заседание которого проходило в Порт-Луи (Республика Маврикий). На сайте ЮНЕСКО было отмечено, что в настоящее время передаче этих танцев угрожает ряд факторов, в частности переход от неформальной к формальной передаче знаний и навыков, предпочтение постановочным танцам, трудовая миграция и радикальное упрощение танцевальных элементов.

## В филателии
В 2004 году в Азербайджане была выпущена серия марок с изображением национальных костюмов XIX века. На одной из них был изображён парный танец в народной одежде.
В рамках 2-го Белорусско-Азербайджанского бизнес-форума в области информационно-коммуникационных технологий 24 апреля 2013 года в Минске состоялось специальное гашение почтового блока «Совместный выпуск Беларуси и Азербайджана. Народные танцы». На одной из марок было изображено исполнение танца «Терекеме» в национальных костюмах.
16 октября 2015 года в рамках совместного выпуска Молдавии и Азербайджана в обращение вышли две марки, посвященные народным танцам. На одной из них изображены фрагменты выступлений танцевальных коллективов, исполняющих народный азербайджанский танец «Яллы».

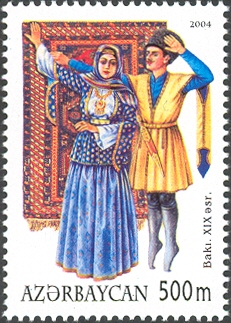
Почтовая марка Азербайджана 2004 года с изображением парного танца
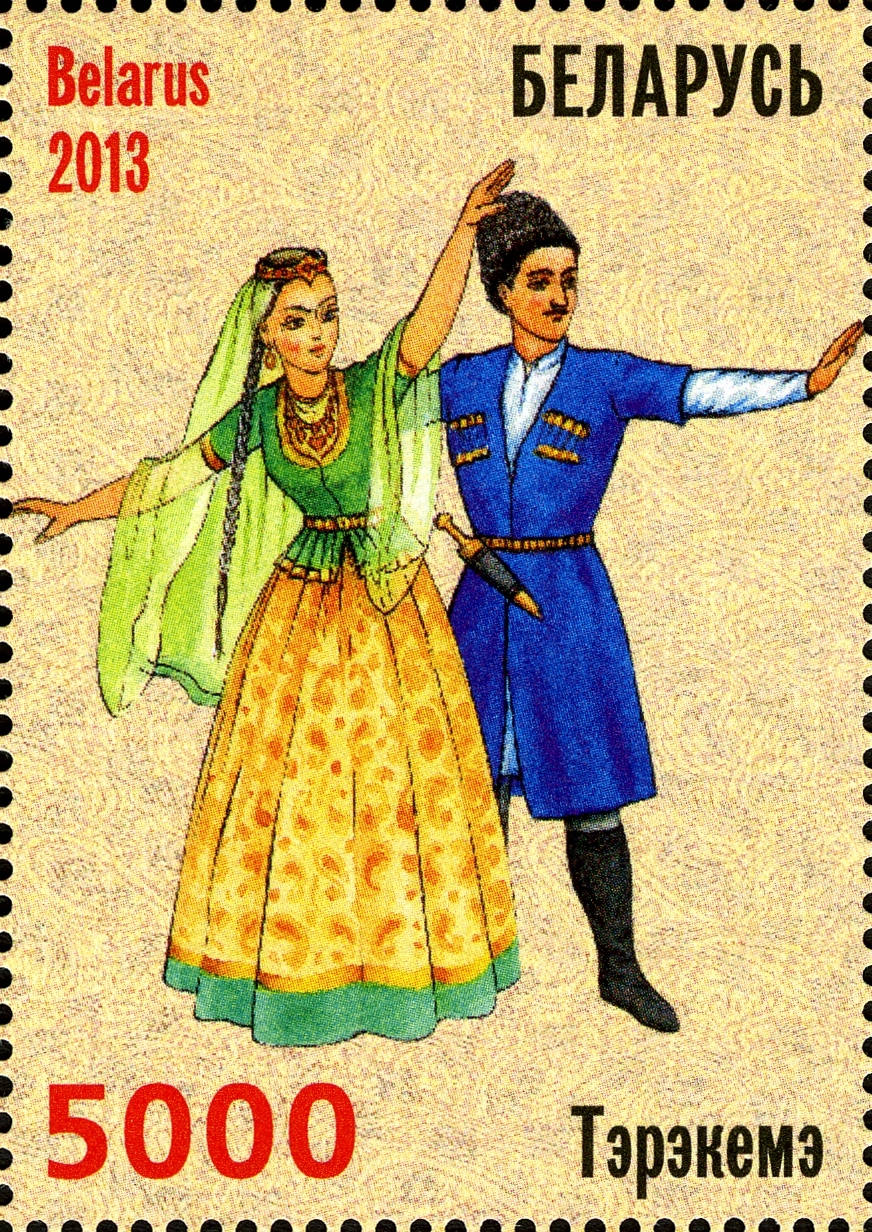
Почтовая марка Беларуссии 2013 года с изображением танца «Терекеме»
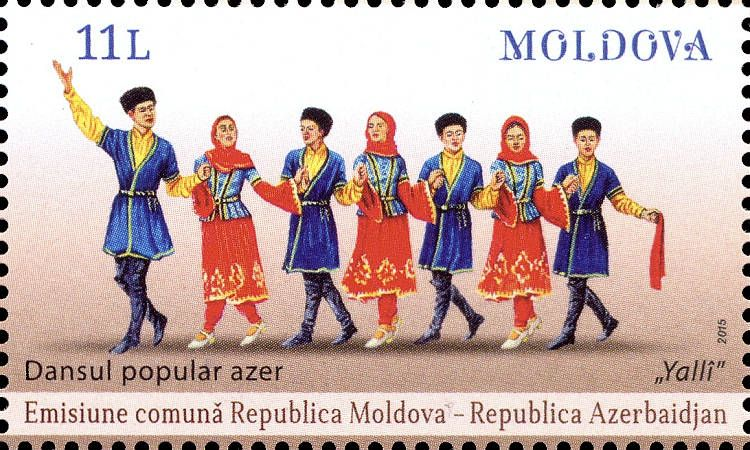
Почтовая марка Молдавии 2015 года, посвящённая азербайджанскому танцу «Яллы»